# Ruslands-undersøgelsen (2016-2019)
Ruslands-undersøgelsen, eller fra maj 2017 også kendt som Mueller-undersøgelsen (engelsk: "Special Counsel investigation"), var en undersøgelse af russisk indblanding i præsidentvalget i USA i 2016 og mistænkelige forbindelser mellem Trump-associerede og russiske embedsmænd. Undersøgelsen blev også omtalt som "Russiagate", mens Trump selv – herunder også hans tilhængere – omtalte undersøgelsen som "Russia hoax" (dansk: Ruslands fupnummeret) eller "Russian Witch Hunt (Hoax)" (dansk: Ruslands heksejagten).
Mueller-undersøgelsen blev officielt igangsat af den daværende vicejustitsminister Rod Rosenstein 17. maj 2017. Her havde fyringen af den daværende FBI-direktør James Comey 9. maj 2017 været en medvirkende faktor til, at man valgte at udpege en såkaldt specialanklager (engelsk: Special Counsel), hvor valget af specialanklager var faldet på den tidligere FBI-direktør Robert Mueller.
Undersøgen overtog denne den eksisterende FBI-undersøgelse, Crossfire Hurricane, som siden 31. juli 2016 dels havde efterforsket forbindelse mellem Trump-medarbejdere og russiske embedsmænd og spioner, og dels "hvorvidt enkeltpersoner med tilknytning til [Trumps] præsidentkampagnen koordinerede, bevidst eller ubevidst, med den russiske regerings bestræbelser på at blande sig i 2016 USA's præsidentvalg". Trump var ikke personligt under efterforskning før efter fyringen af FBI-direktør James Comey i maj 2017.
Mueller-undersøgen blev afsluttet 22. marts 2019, da Robert Mueller indleverede sin rapport til den amerikanske justitsminister, William Barr. En overstreget udgave af Mueller-rapporten blev efterfølgende offentliggjort 18. april 2019. Undersøgelsen identificerede flere links mellem den russiske regering og Trump-kampagnen og konkluderede, at Trump-kampagnen forventede, at den ville gavne valgmæssigt af Ruslands forsøg på at hacke demokraternes server. I sidste ende fandt undersøgelse dog ikke evidens for, at nogen i Trump-kampagnen konspirerede eller koordinerede med den russiske regering i dens forsøg på at påvirke det amerikanske valg.
I et separat spørgsmålet om hvorvidt præsidenten, Donald Trump, havde hindret retsvæsenets arbejde ("obstruction of Judges") kom Mueller-undersøgelsen ikke frem til en egentlig konklusion. Således understregede rapporten, at den hverken anklagede eller frifandt præsidenten for at have hindret retsvæsenets arbejde. I stedet citerede Mueller-rapporten en juridisk mening fra 2000 udformet af det amerikanske justitsministerium som påpegede, at man ikke kunne anklage en siddende præsident. Mueller-rapporten beskrev efterfølgende ti episoder med præsidenten, som – i henhold til rapporten – potentielt kan anses som hindring af retsvæsenets arbejde, men rapporten tilkendegiver samtidig, at det måtte være op til den amerikanske kongres at afgøre.
Den amerikanske justitsminister, William Barr, og den assisterende justitsminister, Rod Rosenstein, konkluderede 24. marts 2019, at de beskrevne episoder var utilstrækkelige til at fastlægge, at præsidenten havde hindret retsvæsenets arbejde.
29. maj 2019 afsluttede Robert Mueller sin undersøgelse og afgav i den forbindelse en kortfattet udtalelse om undersøgelsen. Efter at være stævnet, vidnede Robert Mueller offentligt 24. juli 2019 overfor to demokratisk ledet komitéer i Repræsentanternes Hus.
I april 2019 meddelte justitsminister William Barr, at han havde iværksat en gennemgang af oprindelsen af FBI's undersøgelse af russisk indblanding i valget i USA i 2016 (Crossfire Hurricane). Det blev rapporteret i maj 2019, at han havde udpeget den mangeårig føderale anklager John Durham til at lede denne undersøgelse. I december 2020 afslørede Barr for Kongressen, at han den 19. oktober i hemmelighed havde udpeget Durham som specialanklager, hvilket gav ham mulighed for at fortsætte efterforskningen efter Trump-administrationens afslutning. Den 15. maj 2023 indleverede Durham sin endelige rapport. Durham-rapporten konkluderede, at FBI aldrig skulle have igangsat en fuld undersøgelse af forbindelserne mellem Trumps kampagne og Rusland i forbindelse med præsidentvalget i 2016, herunder kritiserede rapporten FBI for at have brugt "rå, uanalyseret og ubekræftet intelligens" til at retfærdiggøre igangsættelsen af undersøgelsen (Crossfire Hurricane). Ligeledes konkluderede rapporten, at FBI havde anvendt en anden standard, da de afvejede bekymringer hvad angik Hillary Clintons kampagne.

## Baggrund

### Russisk indblanding i præsidentvalget i USA 2016
Der er fremsat forskellige anklager om, at den russiske regering aktivt blandede sig i det amerikanske præsidentvalg i 2016, hvilket angiveligt skulle have haft til formål at skade Hillary Clintons kampagne, styrke Donald Trumps kandidatur og øge politisk og social splid i USA.

#### Hacking af DNC-server og Podesta email
I marts 2016 blev John Podestas personlige Gmail-konto, kompromitteret i et databrud, der blev opnået via et spear-phishing-angreb. Nogle af hans e-mails, mange heraf arbejdsrelaterede, blev derfor hacket. Podesta var en tidligere stabschef i Det Hvide Hus (under Bill Clinton) og var formand for Hillary Clintons amerikanske præsidentkampagne i 2016. Et privat internetsikkerhedsfirma såvel som USA's regering tilskrev ansvaret for bruddet til den russiske hacker-gruppe Fancy Bear, som angiveligt havde relationer til den russiske militær efterretningstjeneste.
Demokraternes Nationale Komité (DNC) hyrede 30. april 2016 en amerikansk cybersikkerhedsvirksomhed, CrowdStrike, til at undersøge et formodet databrud og en formodning om, at deres netværk var blevet kompromitteret. I henhold til CrowdStrike konkluderede de i maj 2016, at DNC's netværk var blevet kompromitteret af at to separate russiske hacker-grupper med relationer til den russiske efterretning: Cozy Bear havde siden summeren 2015 haft adgang til DNC's netværk, mens Fancy Bear havde kompromitteret netværket i april 2016.

Den 12. juni 2016 annoncerede Julian Assange, grundlægger af WikiLeaks, i et interview til det britiske medie ITV, at "Vi har nogle kommende afsløringer i forhold til Hillary Clinton … Vi har e-mails, der afventer offentliggørelse, det er korrekt". To dage senere, 14. juni 2016, annoncerede DNC og CrowdStrike offentligt, at DNC's server var blev kompromitteret af de to føromtalte hacker-grupper, Cozy Bear og Fancy Bear. Den 22. juli 2016 hævdede en person eller enhed med navnet "Guccifer 2.0" på en internet-blog at have udført hacket (alene) på DNC. Guccifer 2.0 hævdede samtidig også at have sendt betydelige mængder stjålne elektroniske DNC-dokumenter til WikiLeaks. Forskellige linkede Guccifer 2.0 til Rusland grundet personens brug af hovedsageligt russiske VPN-adresser. Guccifer 2.0 hævdede selv, at han ikke havde nogle relationer til den russiske regering og efterretningstjeneste. Wikileaks publicerede efterfølgende diverse e-mails i to faser – den første den 22. juli 2016 og den anden den 6. november 2016. De publicerede e-mails etablerede, at DNC havde favoriserede Clinton frem for hendes rival Bernie Sanders under de demokratiske primærvalg. 
CrowdStrike's præsident, Shawn Henry, erkendte under ed i forbindelse med en høring i efterretningsudvalget i Repræsentanternes Hus i december 2017, at selskabet ikke havde konkrete og endegyldige beviser for, at russiske hackere skulle have hacket og stjålet emails fra DNC-serven. I henhold til Henry havde de bl.a. ikke haft "konkrete beviser for, at dataene blev eksfiltreret [flyttet elektronisk som følge af et hack] fra DNC, men vi har indikatorer på, at de blev eksfiltreret" og "Der er indicier, men ingen beviser for, at de rent faktisk blev eksfiltreret". CrowdStrike var de eneste, der undersøgte DNC-serveren, hvorfor bl.a. FBI's vurderingen var baseret på CrowdStrike's rapportering. FBI berettigede overfor CNN 5. januar 2017, at de havde forsøgt at række ud til DNC og få mulighed for at undersøge serveren fysisk, men at DNC havde "afvist" denne anmodning. En talsmand for DNC havde dog forinden udtalt sig modstridende, idet denne talsmand havde udtalt, at FBI aldrig havde anmodet om serven. Den daværende FBI-direktør James Comey erkendte efterfølgende, at han ikke havde valgt at tage besiddelse af DNC-serven, til trods for at han erkendte, at dette havde været udtryk for den "bedste praksis". I stedet forsvarede Comey valget om udelukkende at forlade sig på CrowdStrike's rapporting med, at der bl.a. var tale om et "højt respekteret privat selskab". Flere kritikere har dog anfægtet CrowdStrike's objektivitet og uafhængighed og benævnt selskabet som værende "kontroversielt". Dette skyldes dels selskabets forbindelser til den amerikanske efterretningstjeneste, og dels påstået partiskhed i forhold til Rusland (anti-russisk).

#### Kampagne på sociale medier
I henhold til Mueller-rapporten var Rusland involveret i diverse kampagner på sociale medier. Særligt selskabet Internet Research Agency (IRA) med rødder i Sankt Petersborg blev fremhævet i Mueller-rapporten, som værende en såkaldt "troll farm", der angiveligt havde haft forbindelse til Kreml. Selskabet skulle have ført "en social medie-kampagne, der favoriserede præsidentkandidat Donald J. Trump og nedværdigede præsidentkandidat Hillary Clinton". Internet Research Agency forsøgte også at "provokere og forstærke politisk og social splid i USA".
I februar 2016 viste interne IRA-dokumenter, at medarbejdere skulle udtrykke støtte til Donald Trumps og Bernie Sanders' kandidaturer, mens IRA-medarbejdere skulle "bruge enhver lejlighed til at kritisere" Hillary Clinton og resten af kandidaterne. Fra juni 2016 organiserede IRA valgmøder i USA, der "ofte promoverede" Trumps kampagne, mens de "modsatte sig" Clintons kampagne. IRA poserede som amerikanere, skjulte deres russiske baggrund.
Internet Research Agency menes at være knyttet til den russiske oligark Jevgenij Prigozjin. Både IRA, to andre selskaber forbundet til Progozijn (Concord Management and Consulting og Concord Catering) og Progozijn selv, blev 16. februar 2018 anklaget af en storjury (nedsat af specialanklageren Mueller) for at have overtrådt straffelove ved at have haft til hensigt at blande sig "i amerikanske valg og politiske processer". Den amerikanske anklagemyndighed valgte at frafalde sagen mod Progozijn og hans selskaber 16. marts 2020, kort inden det var planlagt, at sagen skulle forelægges retten. Anklagemyndigheden retfærdiggjorde dette ved at påpege, at de anklagede ikke var eksponeret overfor en "meningsfuld straf", og at anklagemyndigheden samtidige risikerede at afsløre efterforskningskilder og -metoder. Samtidig erkærede Progozijn i en udtalelse, at han var blevet "uretmæssigt forfulgt" og havde intentioner om at sagsøge USA for 50 milliarder dollars.

### Steele-rapporten
Steele-rapporten var en kontroversiel privat efterretningsrapport skrevet af den tidligere britiske efterretningsofficer Christopher Steele fra juni til december 2016. Rapporten er en 35-siders lang ufærdig rapport, som indeholder forskellige påstande om uredelighed, sammensværgelse og samarbejde mellem Donald Trumps præsidentkampagne og Ruslands regering forud for præsidentvalget i USA 2016. Rapporten bygger på en lang række rå efterretnings-informationer fra forskellige anonyme kilder kendt af Christopher Steele, som var en tidligere leder af det russiske kontor i den britiske efterretningstjeneste (MI6).
Rapporten var udarbejdet til Hillary Clintons kampagne og Demokraternes Nationale Komité (DNC), som gennem deres advokatfirma, Perkins Coie, havde hyret Fusion GPS til at udarbejde research (på engelsk kaldet: "opposition research" eller blot "oppo research") på deres modkandidat, Donald Trump. Efter Fusion GPS var blevet hyret af DNC og Hillary-kampagnen, mødtes Glenn Simpson (medstifter af Fusion GPS) i maj 2016 med Christopher Steele i Storbritannien. Umiddelbart i forlængelse af dette møde hyrede Fusion GPS Steele's firma, Orbis Business Intelligence, til at undersøge Trumps forbindelser til Rusland.
Christopher Steele havde siden 2010 samarbejdet med FBI og var i 2013 formelt blevet introduceret som en FBI CHS (Confidential Human Source). Steele havde, som følge af sit samarbejde med FBI, 5. juli 2016 indleveret en indledende version af Steele-rapporten. Det er imidlertid uklart, hvem der så denne indledende version af Steele-rapporten internt i FBI. Eksempelvis viser interne FBI-journaler først, at "Crossfire Hurricane"-undersøgelsen kom i besiddelse af én version af Steele-rapporten 19. september 2016.
Der er ingen af de centrale påstande i Steele-rapporten, som er blevet verificeret eller bekræftet. Tværtimod er der flere af rapportens påstande, der er blevet afkræftet. Ligeledes er flere af rapportens centrale kilder enten selv blevet anklaget for at lyve, eller også beskylder de Christopher Steele for at have overdrevet eller fejlagtigt udlagt diverse informationer.
Steele-rapportens rolle i hele Rusland-undersøgelsen har været genstand for megen kontrovers og spekulation. Dele af Steele-rapporten indgik i en FISA-ansøgning på en af Trumps kampagnemedarbejdere, Carter Page. FBI-direktør James Comey orienterede Donald Trump om Steele-rapporten på møde i Trump Tower 6. januar 2016. Steele-rapporten blev offentliggjort af mediet BuzzFeed News 10. januar 2017.

## Crossfire Hurricane (FBI-undersøgelse)
FBI havde siden juli 2016 – under kodenavnet "Crossfire Hurricane" – undersøgt forskellige forbindelser mellem personer fra Trump-kampagnen og den russiske regering og spioner. Formålet med undersøgelsen var at afdække om nogen i Trump-kampagnen, bevidst eller ubevist, havde koordineret og samarbejdet med den russiske regering i dens bestræbelser på at blande sig i det amerikanske præsidentvalg i 2016.

### Oprindelse

#### Papadopoulos – Mifsud – Downer
Efter at have arbejdet på Ben Carsons præsidentkampagne i 2016 som udenrigspolitisk rådgiver, forlod George Papadopoulos i begyndelsen af februar 2016 Carson-kampagnen. Samme måned flyttede han til London for at begynde at arbejde for London Centre of International Law Practice (LCILP), som han havde været tilknyttet i flere måneder. Han blev kendt under kodenavnet "Crossfire Typhoon" af FBI.
I begyndelsen af marts 2016 udviste Papadopoulos på ny interesse for at tilslutte sig Trump-kampagnen (han havde tilbage i august 2015 første gang udvist interesse). Efter en samtale med Trump-kampagnen 6. marts valgte Papadopoulos at tilslutte sig kampagnen. Den 12. marts, som en del af sine opgaver med LCILP, rejste han til Link Campus University i Rom for at møde folk, der var affilieret med universitetet. I forbindelse med denne rejse mødte Papadopoulos 14. marts for første gang den maltesiske professor Joseph Mifsud. I henhold til Papadopoulos, udviste Mifsud indledningsvis ikke megen interesse for Papadopoulos, men dette ændrede sig, da Papadopoulos præsenterede sig som del af Trump-kampagnen. Papadopoulos og Mifsud diskuterede Mifsuds europæiske og russiske kontakter. Samtidig lovede Misfud at introducere Papadopoulos for sine kontakter samt andre personer med kontakter til den russiske regering. Den 21. marts offentliggjorde Trump-kampagnen overfor Washington Post, at Papadopoulos var en af fem udenrigspolitiske rådgivere for Trump-kampagnen.
Mifsud introducerede efterfølgende Papadopoulos for en russisk kvinde, Olga Polonskaya, som Papadopoulos mødt på en café i London 24 marts 2016. Polonskaya blev introduceret som én person med relationer og/eller forbindelser til den russiske præsident Putin. Papadopoulos omtalte hende indledningsvis som "Putins niece" i mailkorrespondancer med andre i Trump-kampagnen, omend efterfølgende offentliggjorte retsdokumenter har vist, at Papadopoulos - i hvert fald - på et senere tidspunkt var bekendt med, at dette ikke var sandt. Mifsud rejste til Moskva i april 2016. Den 18. april 2016, mens Mifud var i Moskva, introducerede han Papadopoulos via mail for Ivan Timofeev, der var medlem af det russiske råd for internationale anliggender (RIAC). Mifsud introducerede ligeledes Ivan Timofeev, som én med forbindelse til det russiske udenrigsministerium. Den 26. april 2016, efter Mifsud var kommet tilbage fra sit ophold i Moskva, mødtes Mifsud og Papadopoulos over morgenmad på Andaz Hotel i London. I forbindelse med dette møde fortalte Mifsud, at han havde erfaret, at russerne var kommet i besiddelse af "snavs" (engelsk: "dirt") på Hillary Clinton i form af "tusindvis af e-mails." I forbindelse med et interview med FBI 10. februar 2017, forklarede Mifsud, at han ikke havde haft noget kendskab eller forhåndsviden om, at Rusland skulle have været i besiddelse af skadende e-mails vedrørende Hillary Clinton. Mifsud påpegede i forbindelse med dette interview, at de kun havde diskuteret cybersikkerhed og hacking i bredere vendinger, hvorfor Papadopoulos, i henhold til Mifsud, måtte have misforstået ham.
Papadopoulos mødtes i maj 2016 med Alexander Downer og Erika Thompson på Kensington Wine Rooms i London. Downer var på daværende tidspunkt Australiens højkommissær i Storbritannien (position modsvarende til ambassadør), og havde tidligere (i perioden 1996-2007) været Australiens udenrigsminister. Mødet var kommet i stand som følge af en række fælles forbindelser: begyndende med en embedsmand fra den israelske ambassade, der havde introduceret Papadopoulos for en anden australsk diplomat i London. I henhold til Downer, fortalte Papadopoulos her, at Rusland var i besiddelse af skadelig informationer om Hillary Clinton kampagnen. Papadopoulos benægter at have omtalt, at Rusland potentielt var i besiddelse af sådanne informationer overfor Downer.

#### Indledningen af undersøgelsen
I henhold til forskellige rapporter udgivet af det amerikanske justitsministeriet, blev FBI-undersøgelsen, "Crossfire Hurricane", formelt indledt 31. juli 2016.:i  Undersøgelsen blev åbnet umiddelbart i forlængelse af, at WikiLeaks havde offentliggjort de første e-mails 22. juli fra DNC-serveren. Som reaktion på dette havde den australske regering efterfølgende kontaktet FBI og informeret dem om mødet mellem Papadopoulos og Downer i maj 2016, hvor Papadopoulos angiveligt skulle have fortalt Downer om russernes besiddelse af skadeligt materiale om Hillary Clinton kampagnen. Denne information afstedkom, at FBI 31. juli igangsatte en undersøgelse, der havde til formål at undersøge om "folk associerede med Trump-kampagnen koordinerede med den russiske regering".

## Mueller-undersøgelsen (specialanklager)
Den 9. maj 2017 fyrede Donald Trump FBI-direktør James Comey, angiveligt fordi Trump havde været kritisk over for Comeys håndtering af både Clinton-sagen (email kontrovers) og Ruslands-sagen ("Crossfire Hurricane"). Denne fyring medførte – som følge af bl.a. pres fra det demokratiske parti – at den assisterende justitsminister, Rod Rosenstein, 17. maj 2017 udpegede Robert Mueller som specialanklager. Mueller-undersøgelsen overtog således FBI's tidligere arbejde med at undersøge Ruslands bestræbelser på at påvirke det amerikanske valg, altså den tidligere "Crossfire Hurricane"-undersøgelse. Endvidere havde Mueller dels mandat til at undersøge "links og / eller koordinering" mellem den russiske regering og individer associeret med Trump-kampagnen, dels til at efterforske ethvert spørgsmål "der måtte opstå eller opstod direkte fra efterforskningen".

## Eksterne kilder

### Rapporter udgivet afjustitsministeriet
- Durham, John H. (12. maj 2023): "Report on Matters Related to Intelligence Activities and Investigations Arising Out of the 2016 Presidential Campaigns" (også blot benævnt Durham-rapporten). U.S. Department of Justice
- Horowitz, Michael E. [Office of the Inspector General] (juni 2018): "A Review of Various Actions by the Federal Bureau of Investigation and Department of Justice in Advance of the 2016 Election Arkiveret 27. maj 2019 hos  Wayback Machine". U.S. Department of Justice.
- Horowitz, Michael E. [Office of the Inspector General] (december 2019): "Review of Four FISA Applications and Other Aspects of the FBI’s Crossfire Hurricane Investigation". U.S. Department of Justice.
- Mueller, Robert S (marts 2019): "Report On The Investigation Into Russian Interference In The 2016 Presidential Election" [kan også findes her og her] (også blot benævnt Mueller-rapporten). U.S. Department of Justice